# 拉法伊
4°58′23″N 23°55′55″E / 4.97306°N 23.93194°E
拉法伊（法語：Rafaï），是中非共和國的城鎮，位於該國東南部，由姆博穆省負責管轄，面積27,673平方公里，2015年該城鎮人口17,940，人口密度每平方公里0.65人。